# Festival Internacional de las Artes Escénicas Bambú
El Festival Internacional de las Artes Escénicas Bambú, originalmente "Festival Artístico Del Bambú" y creado en 1991, es un evento anual que se realiza continuamente. Se ha realizado entre los meses de marzo o abril, durando de una a dos semanas; en las ciudades de Tegucigalpa y San Pedro Sula. Y el Municipio de Valle de Angeles Honduras, en conmemoración al aniversario de fundación del Grupo Teatral Del Bambú (GTB). Este evento es sin fines de lucro y se ha convertido en uno de los eventos culturales y artísticos más importantes del país. En el mismo han participado grupos de norte, centro, sur, América, el Caribe, Europa y Asia, reuniendo a más de trescientos participantes entre grupos de teatro, títeres, música y danza, artistas, cuenta cuentos, fotógrafos, cineastas, magos, así mismo literatos. El Festival Del Bambú es un escenario anual de referencia para las actividades artísticas y de gestión cultural centroamericana, y está dirigido a los públicos en general (niños, jóvenes y adultos), con espectáculos de teatro, danza, música, títeres, narración oral, teatro de calle y otros. La temática y forma de las obras es libre.

## Historia de Festivales

### I Festival Artístico Bambú
Realizado en el Antiguo Paraninfo Universitario empezando el 14 de marzo de 1991 y finalizando el 17 de marzo de 1991. Donde hubo una Exposición de caricaturas por parte de Bey, Presentación de Libro de Poesía "También del Mar" de Adan Castelar, Teatro Latino de (Guatemala) presentó"Historias de Pantomimas", Grupo Tramoya presentó las obras "Tatiana y Debora" y "Delia y Tereza" Dirigidas por Alberto Lastra, Intervención Musical de Mariano Rodríguez y Rayuela , Teatro "INTAE" con la obra "El Lazarillo de Tormez" dirigida por Rodolfo Castejon, Grupo Ozono presentó la obra "El Circo" dirigida por Miguel Zavala y el Grupo Teatral Bambú presentó la "Tortilla sin voltear" "Cambios Humm... Cambios", dirigidas por Edgar Valeriano. El presentador del evento fue Danilo Lagos, El afiche diseñado por Fredy Dubon, Levantamiento del texto por José Medina con la coordinación de Edgar Valeriano.
Palabras del Director del GTB Edgar Valeriano: "Nos encontramos organizando este festival artístico en el cual mostramos el producto de nuestro primer año de constante labor en el arte escénico, en el que llevamos a escena las siguientes trabajos: "Sin novedad Padrecito", "Cambios Humm… Cambios", "El hombrecito que compro la guerra", "La Tortilla sin Voltear", siendo estos montajes los que nos permitieron compartir, intercambiar, recopilar, costumbres e ideas de nuestro pueblo y así de esta manera cumplir con nuestros objetivos de divertir y educar a nuestros espectadores.
Una de las cosas que más nos llena de satisfacción es haber llevado el teatro a distintos pueblos de nuestro país y algunos de ellos disfrutaron por primera vez una representación teatral y siendo esto lo que más nos motiva a seguir representado este arte. El grupo ha participado en varios eventos a nivel nacional y es de mucho agrado para nosotros el haber trabajado en determinadas ocasiones con artesanos de esta planta maravillosa como lo es el "Bambú". 

### II Festival Artístico Bambú
Este festival se realizó en 1992 iniciando el 2 de marzo y finalizando el 7 de marzo. Con la organización más marcada y considerando hacer homenaje a grandes exponenciales del arte específicamente del Teatro en Honduras. En esta oportunidad el Grupo Teatral Bambú hace un homenaje a las primeras actrices nacionales, que con su trabajo han hecho florecer el arte de nuestro país. Mercedes Romero y Magada Alvarado. Realizado en "La peña de Toño "En un lugar de la mancha"", El programa inaugural contemplaba la Vida cultural de Magda y Mercedes, por parte del dramaturgo Isidro España, La participación de :
- Asociación caricaturista de Hondura (ACH): Exposición de caricaturas política y social (durante todo el festival)
- Escuela de Ballet Centro Laban: "Tiempos de figura" Director: Luis Paz
- Grupo Teatral Tramoya: "La calle de la gran ocasión" Director: Alberto Lastra
- Grupo Teatral Bambú: "La niña quiere ver televisión" Directora: Lourdes Ochoa
- Agrupación Teatral "Proyecto Arte": "El país del ja, ja , ja" Director: Javier Espinoza
- Grupo de Teatro "Sitrabantral": "El hombrecito que compró la guerra" Director: Roberto Ortiz
- Grupo Teatral Bambú: "Sin Novedad padrecito" Dirección: Colectiva
- Grupo Teatral Bambú: "La tortilla sin voltear" Director: Edgar Valeriano
- Mariano Rodríguez: Intervención musical
- Escuela Nacional de Teatro: "El Monte Calvo" Director: Hermes Zelaya
- Programación Especial: La Peña de Toño
- Función de Gala de Dúo Musical "Suyapa": Intervención Musical

Igual que el I festival Artístico el presentador fue Danilo Lagos, Afiche diseñado por Fredy Dubon y Coordinador General Edgar Valeriano

### III Festival Artístico Bambú
Este se desarrolló entre los días 1 al 6 de marzo de 1993, contando con el editorial del escritor Ediberto Borjas. Invitando al evento, esta vez el homenaje fue a los artistas del teatro, la literatura y la plástica: Eduardo Bahr Y Dagoberto Posadas.
Contando con mayor aceptación al público, más ayuda técnica se desarrolló en "Peña de Toño" Tegucigalpa, Honduras.
El programa del evento fue en dos partes, La primera un Programa especial de inauguración. La segunda parte con la exposición de caricaturas Políticas y Social a cargo de la Asociación Caricaturista de Honduras (ACH), exposiciones de los caricaturistas más destacados de la época entre ellos:)
- Allan McDonald
- Napoleón Ham
- Sergio Chiuz
- Bey
- Edmundo Lobo
- Deras
- Moncada
- Benítez
- Montoyav

Intervenciones musicales de los:
- Grupo Musical Rascaniguas dirigidos por: David Herrera.
- Elvis Menjivar
- Carlos Torres, Tito Zúñiga, Jorge Reyes, Darío Padilla
- Los Manchegos: con "En un lugar de La mancha"
- Nordestal Yeco
- Mariano Rodríguez

Obras Teatrales:
- Grupo Teatral Bambú: "La Tortilla sin voltear" Director: Edgar Valeriano
- Grupo Teatral Bambú: "La niña quiere ver televisión" Directora: Lourdes Ochoa
- Teatro Proyecto Arte: "Cuentan que cuentan cuentos hondureños" Director: Javier Espinoza
- Grupo Teatral Bambú: "La historia de la Miseria" Director: Leonardo Montes de Oca
- Escuela Nacional de Teatro: "El Mendigo o el perro muerto" Directora: Lourdes Ochoa
- Grupo Teatral Bambú: "El Generalito" (para niños) Director: Tito Ochoa
- Teatro Soluna: "El daño que produce el tabaco" Director: Alberto Lastra

Charla
- Lic. Luis Alfonso Rosales: "Motivación el Trabajo"

Técnicamente con mayor estructura, ayuda de Fredy Dubon , Jorge Reyes, COMHTE, Allan McDonald, Blanca Ochoa, Marlon Bey , Marcial Baquedano, Danilo Lagos, Alfonso Valeriano, Grupo Teatral Bambú como producción, y Karla Nuñez y Edgar Valeriano como Coordinador General.

### IV Festival Artístico Bambú
Este festival se desarrolla entre el 1 de marzo de 1994 al 5 de marzo de 1994 como un homenaje del escritor hondureño Roberto Sosa. En el lugar "La peña de Toño". contando con la participación de Asociación Caricaturista de Honduras (A.C.H.)
con la tradicional Exposición de caricatura política y social;durante todo el Festival. cuyos expositores:
- Bey
- Macdonald
- Montoya
- Deras
- Sergio Chiuz
- Napoleón Ham
- Edmundo Lobo
- Posadas.

Pantomimas realizadas por Leonardo Montes de Oca, Luis Paz realizó una Danza
Obras Teatrales
- Agrupación Teatral Proscenio presentó la obra La Madriguera dirigida por Rafael Amador
- Grupo Teatral Bambú presentó la obra La Niña quiere ver Televisión dirigida por Lourdes Ochoa
- Grupo Teatral Bambú presentó Sin Novedad Padrecito
- Fundación de Teatro Camino Real presentó la obra El Loco y la Muerte dirigida por el dramaturgo Hondureño Isidro España
- Compañía de Teatro EKELA – ITZA presentó la obra [[A ras del suelo diriginda por Fredy Ponce
- Teatro Universitario Tespis de la (UPNFM) presentó la obra Brujomanía dirigida por Tomas Sierra

Interpretaciones musicales de 
- Lenu’s Pill
- Nordestal Yeco y Libagary música de Tierra
- Jerónimo

Siempre contando con una Programación Especial de La Peña de Toño. En esta oportunidad ya cuatro años desarrollándose con la producción Grupo Teatral Bambú , presentado por Danilo Lagos y Diseños publicitarios de Dagoberto Posadas. Coordinado por Karla Nuñez y Edgar Valeriano

### V Festival Artístico Bambú
Desarrollado solamente en tres fechas del 8,9 y 10 de marzo de 1995, como un homenaje a la actriz Lucy Ondina en el Teatro Manuel Bonilla de Tegucigalpa. Este evento contó con la colaboración técnica de Arte y Diseño de Afiche por parte de Dagoberto Posadas , Bey Avendaño con la caricatura del evento y Jorge Reyes. Carlos Lagos en Luminotecnia. Joaquín Bardales y Edgar Valladares en Sonido. Tramoya y escenarios por Edgardo Caceres. Coordinación General de Danilo Lagos, Karla Nuñez y Edgar Valeriano. Producido por Grupo Teatral Bambú.
Conciertos de 
- Guillermo Anderson
- José Luis Suazo
- Nordestal Yeco

Danza
- Luis Paz
- Danzas Garífunas del Ballet Folklórico Nacional Garífuna dirigidas por Crisanto Meléndez

Obras teatrales 
- Grupo Teatral Bambú con la obra La Tortilla sin Voltear dirigida Edgar Valeriano
- Grupo Teatral Bambú con la obra La Niña Quiere ver Televisión dirigida por Lourdes Ochoa
- Grupo Teatral Bambú con la obra para niños El Generalito dirigido por Tito Ochoa
- Osmel Poveda de Cuba con la obra La Catedral del Helado

Magia 
- Mago Fortín

### VI Festival Artístico Bambú
Tomando más prestigio y auge se desarrolló consecutivamente en el Teatro Manuel Bonilla de Tegucigalpa en las fechas del 26 al 30 de marzo de 1996, como homenaje al dramaturgo hondureño Rafael Murillo Selva.
Este evento contó con la colaboración técnica de Arte y Diseño de Afiche por parte de Dagoberto Posadas , Bey Avendaño y Allan MacDonald con las caricaturas del evento y Jorge Reyes. Carlos Lagos en Luminotecnia. Joaquín Bardales y Edgar Valladares en Sonido. Tramoya y escenarios por Edgardo Cáceres. Fotografías de Geovany Matute y Danilo Carias, Maquillaje por parte de Pablo Pacheco Coordinación General de Danilo Lagos, Karla Nuñez, Vilma Susana Sevilla y Edgar Valeriano. Asistencia de Alfonso Valeriano y Mario Martínez. Producido por Grupo Teatral Bambú.
Conciertos de 
- Guillermo Anderson y Ceibana
- María Pretiz de (Costa Rica)
- José Luis Suazo
- Grupo de Rock Imágenes
- Mario de Mezapa
- Grupo Musical Rascaniguas dirigido por David Herrera
- Dúo Musical de encuentros de Liz Joosten de (Holanda) y Mariano Rodríguez de (Honduras)
- Grupo Experimental de música de viento de (El Salvador)
- Gabriel Robles y Sonidos Colectivos de(Guatemala)

Danza
- Danzas Folklóricas Zots dirigidas por David Flores
- Danzas folklóricas del Jardín de Niños "San José de la Montaña"	dirigido por Andrés Torres.

Obras teatrales y Cuentos
- Grupo Teatral Bambú con la obra "Dos perdidos en una noche sucia" del autor Plinio Marcos de (Brasil) cuya dirección fue por Osmel Poveda
- Compañía Municipal de Teatro con la obra "Arlequino se enamora" del autor Anónimo por el director Mario Jaén.
- Teatro Latino de (Guatemala) con la obra "La historia de un huevo perdido" del autor J. Cebreiro de (Argentina) dirigida por David Vivar.
- Alejandro Tosatti de (Costa Rica) con Cuentos.
- Teatral Juvenil El Manchen con la obra "Nadie es capas de mentir o el caso de Riccy Mabel" del Autor y Director Rafael Murillo Selva.

Magia y Payasos( Espacio Infantil)
- Mago Fortín
- Payaso Bototo

### VII Festival Artístico Bambú
Desarrollado nuevamente en el Teatro Manuel Bonilla de Tegucigalpa como homenaje al Cantautor Hondureño nacido en la ciudad de La Ceiba Guillermo Anderson. Se desarrolla con la insignia de "NO TODO ES LLAMARADA DE TUSA” dedicado al evento palabras de Rafael Murillo Selva. En la semana de 5 al 8 de marzo de 1997
Este evento contó con la colaboración técnica de Arte y Diseño de Afiche por parte de Bey Avendaño y Rodolfo Deras con las caricaturas del evento y Orbelina Valeriano con el diseño del programa de mano. Carlos Lagos en Luminotecnia. Joaquín Bardales y Edgar Valladares en Sonido. Tramoya y escenarios por Edgardo Caceres. Maquillaje por parte de Pablo Pacheco Comité Organizador de Danilo Lagos, Karla Nuñez, Marco Tulio Fortin, Tomas Sierra y Edgar Valeriano. Coordinador general Edgar Valeriano. Producido por Grupo Teatral Bambú.
Conciertos de 
- Guillermo Anderson
- Grupo Musical Doble Vía dirigido por Alfredo Poujol
- Rock Imágenes
- Nordestal Yeco
- Grupo Musical "XOLOTL" (El Salvador) Director Manuel Alvarado

Danza
- Grupo "Danza Libre" cuya Directora era Sara Back

Obras teatrales y títeres 
- Grupo de Títeres Guachipilín (Nicaragua) con la obra "Historia del Sol y Luna" de una Creación Colectiva dirigida por Gonzalo Cuéllar Leaño
- Grupo de Títeres Guachipilín (Nicaragua) con la obra "Las manchas de la luna" de una Creación colectiva director Gonzalo Cuéllar Leaño
- Teatro Latino con la obra "El Tesoro de la Luna" Autor y Director David Vivar
- Teatro Taller Tegucigalpa con la obra "El Loco y la Muerte" del Autor Dario Fo
- Teatro Taller Tegucigalpa con la obra "Arlequino y su Patrón" del Autor: Anónimo (comedia del arte) Director Mario Jaén
- Proyecto Teatral Futuro obra "El Juicio" Autor Jaime Alberdi Director Oscar Zelaya.

Magia( Espacio Infantil)
- Mago Fortín

### VIII Festival Artístico Bambú
Ganando popularidad la producción del Grupo Teatral Bambú decide realizar el festival en las dos principales ciudades de Honduras en las locaciones del Teatro Manuel Bonilla de Tegucigalpa en las fechas del 7 al 10 de marzo de 1998 y en Museo de Antropología e Historia en San Pedro Sula del 9 al 13 de marzo de 1998. Con el Homenaje al productor Teatral Hondureño José Francisco Saybe. Al contar con dos lugares en ciudades distintas contó con la ayuda técnica de 
Este evento contó con la colaboración técnica de Arte y Diseño de Afiche por parte de Efrain Benitez.Rodolfo Deras y Trigueros con las caricaturas del evento y Jorge Reyes con el diseño del programa de mano. Carlos Lagos en Luminotecnia. Joaquín Bardales y Edgar Valladares en Sonido. Tramoya y escenarios por Edgardo Caceres. Comité Organizador de Danilo Lagos, Karla Nuñez y Edgar Valeriano. Organización festival San Pedro Sula Proyecto Teatral Futuro. Producido por Grupo Teatral Bambú.
Conciertos de 
- Grupo Musical Exceso de Equipaje (El Salvador)

Danza
- Danza Libre(Honduras)"Isla" cuya Directora era Sara Back

Obras teatrales
- Teatro Formas Animadas de Costa Rica con la obra "Juan Cuenta y Ellos Cantan" Dirigida por Juan Madrigal.
- Los de la Comedia de Guatemala con la obra "El Lazarillo de Tormes" Dirección Jorge Hernández Vielman.
- Teatro Taller Tegucigalpa de Honduras con la obra "El Loco y la Muerte" Dirección Mario Jaén.
- Proyecto Teatral Futuro de Honduras con la obra "Al Otro Lado del Parque" Dirección Oscar Zelaya.
- Grupo Teatral Bambú de Honduras con la obra "El Marqués de Tutifruti" Director Rafael Murillo Selva.
- Teatro Fénix de Nicaragua con la obra "Llamadas de Adolescentes" Director Mariano Núñez

Magia( Espacio Infantil)
- Mago Fortín

Conferencias
Heriberto López de Colombia "Conferencia sobre Teatro".

### IX Festival Artístico Bambú
Por noveno año consecutivo desarrolla el Grupo Teatral Bambú este evento homenaje a la escritora hondureña Juana Pavón en el Teatro Manuel Bonilla de Tegucigalpa y Restaurante D'Barro en Tegucigalpa las fechas 16, 17, 18 de marzo de 1999. 
Este evento contó con la colaboración técnica de Arte y Diseño de Afiche por parte de Ezequiel Padilla.Jorge Reyes con el diseño del programa de mano. Luminotecnia, Sonido, Tramoya y escenarios por Personal TNMB. Comité Organizador de Danilo Lagos, Karla Nuñez y Edgar Valeriano.Coordinador general Edgar Valeriano. Producido por Grupo Teatral Bambú.
Conciertos de 
- Diego Sojo de (Costa Rica)
- Grupo Musical Altar Q
- Dúo Musical Encuentros Liz Joosten Holanda/ Mariano Rodríguez de Honduras

Danza
- Grupo de Danza After Dance "Danza Contemporánea" Dirección Colectiva

Obras teatrales y Títeres
- Grupo de Títeres Guachipilín de Nicaragua con la obra "El Perro que no Podía Ladrar" Director Gonzalo Cuéllar Leaño.
- Tito Estrada "Un Día Muy Especial" Director Tito Estrada.
- Teatro Universitario Tespis (UPNFM) con la obra "El Lazarillo de Tormes" Director Tomas Sierra.
- Grupo Teatral Bambú con la obra "Farsa y Justicia del Señor Juez / Cornudo, Apaleado y Contento" Director Felipe Acosta.

Recital de Poesía 
- Juana Pavón

Magia( Espacio Infantil)
- Mago Fortín
- Mago Lara (Guatemala)

### X Festival Artístico Bambú
Este festival se hace en homenaje del actor y director teatral Francisco Salvador(7 de julio de 1934- †13 de enero de 2000)
El Grupo Teatral Bambú este evento lo realiza en tres sedes el Teatro Manuel Bonilla de Tegucigalpa , Restaurante D'Barro en Tegucigalpa y la Biblioteca Nacional en Tegucigalpa; del 13 al 17 de marzo de 2000.
con la ayuda de Teatro Taller Tegucigalpa, Teatro Laboratorio de Honduras, La Secretaria de Cultura, Artes y Deportes de Honduras Comisión 2000. Con el comité organizador a cargo de Edgar Valeriano, Mario Jean, Danilo Lagos, Luisa Sánchez, Annette RÖthel, Karla Nuñez, Tito Estrada. Coordinación Grupo Teatral Bambú a cargo de Danilo Lagos, Edgar Valeriano y Karla Nuñez. Contó como era una tradición con:
Conciertos de 
- Grupo Musical Trovason.
- Peña Artística.

Danza
- Danza Libre de Peter Sciscioli de Estados Unidos de América.

Obras teatrales
- Grupo ArtTeatro de El Salvador con la obra "Luz Negra" del autor Alvaro Menem Desleal dirigida por Fernando Umaña.
- Grupo ABYA YALA de Costa Rica con la obra "El Mundo de Max" una adaptación del libro "Donde Viven las Cosas Salvajes" de Maurice Sendak cuyos directores: Roxana Ávila y David Korish.
- Grupo Teatral Bambú con la obra "El Sida o la Vida: La Historia de Colacha Cruz" Autor y Director Rafael Murillo Selva.
- Grupo Teatro Laboratorio de Honduras (TELAH) con la obra "La Montaña" del Autor y Director Tito Estrada.
- El Actor Tito Estrada con la obra "El Pez Toribio" Cuento Popular Garífuna con la director de Tito Estrada.
- Grupo Teatro Taller Tegucigalpa con la obra "El Atravesado" con el autor Andrés Caicedo Director Mario Jaén.
- El Actor Rafael Álvarez Domenech "Felo" de Cuba con la obra "Performance".

Magia( Espacio Infantil)
- Mago Fortín

### XI Festival Centroamericano de las Artes Escénicas Bambú
De nuevo, después de once años sin interrupción el Grupo Teatral Bambú presenta al público de Honduras la XI edición de su ya popularizado Festival Artístico. En vista de la presencia de grupos de los países centroamericanos por cinco años consecutivos se decide nombrarlo como Festival Centroamericano de las Artes Bambú. En las ediciones anteriores excepto en el I Festival Artístico Bambú se han dedicado a artistas hondureños, pero en esta oportunidad se quiso rendir homenaje a todos los trabajadores y trabajadoras de las artes escénicas de la región centroamericana: la danza, música, el teatro, la magia. Este se desarrolla del 26 al 30 de marzo de 2001 en el Teatro Manuel Bonilla de Tegucigalpa y Restaurante D'Barro en Tegucigalpa.
Este evento contó con la colaboración técnica de Arte y Diseño de Afiche por parte de Modesto Chavez, Pintura Original del Afiche por Efraín Benítez. Coproducción de Secretaría de Cultura, Artes y Deportes de Honduras, Incorpore de Costa Rica, Cooperación cultural española en Honduras. Comité Organizador, Danilo Lagos, Karla Nuñez, Luisa Cruz, Felipe Acosta y Edgar Valeriano Luminotecnia por Edgardo Caceres, Sonido por Joaquín Bardales. Escenario y Tramoya: Manuel Hernández. Producido por Grupo Teatral Bambú. Contó con:
Conciertos de 
- Grupo Musical Trovason.
- Guillermo Anderson.
- Richard Loza de Nicaragua.
- Manuel Obregón y Sylvie Durán de Costa Rica.
- Grupo Musical D’Tres.

Danza
- Grupo Garifuna Barauda Director Popo Arriola.
- Danza Libre con la obra "Animaladas" Coreografía Colectiva. Dirección: Ara M. Back.

Obras teatrales y espectáculos varios
- Escuela Nacional de Teatro con Espectáculo de Zancos
- Grupo Teatral Vivencias de El Salvador con la obra "Emily" (La Bella de Hamherst) del autor William Luce Directora Dorita de Ayala.
- Grupo Teatral Bambú con la obra "Farsa y Justicia del Señor Juez" del autor Alejandro Casona.Director Felipe Acosta.
- Grupo Teatral Bambú con la obra "Sin Novedad, Padrecito" del autor Creación Colectiva.
- Teatro de Títeres Guachipilin de Nicaragua]] con la obra "Cuecatl" del autor Creación Colectiva Director Gonzalo Cuéllar Leaño.
- Teatro Taller Tegucigalpa con la obra "El Loco y la Muerte" del Autor Darío Fó. Director Mario Jaén.
- Teatro Taller Tegucigalpa con la obra "El Oso" del Autor Antón Chéjov.Director: Vicente Rodado /Karen Mature
- Grupo Teatral Bambú con la obra "El Sida o la Vida: La Historia de Colacha Cruz" Autor y Director Rafael Murillo Selva.
- Grupo Teatral Bambú con la obra "La Historia de la Miseria" Autor Leonardo Montes de Oca.
- Teatro Walabis con la obra "La Lente Maravillosa" del autor Emilio Carballido. Dirección: Caridad Cardona.
- Grupo Teatral Bambú con la obra "Sobre el Daño que Causa el Tabaco" del autor Antón Chéjov. Dirección: Luisa Cruz.

Magia( Espacio Infantil)
- Mago Fortín

### XII Festival Centroamericano de las Artes Escénicas Bambú
Este se desarrolló del 11 al 15 de marzo de 2002 en el Teatro Manuel Bonilla de Tegucigalpa, La Casita del Pueblo Tegucigalpa y Sal y Sabor. Producción General del Grupo Teatral Bambú. Con la Coproducción de la Secretaria de Cultura, Artes y Deportes de Honduras, HIVOS, ECooperacion cultural española en Honduras, CRA-Centro de Recursos de Aprendizaje (UNAH). Se contó con la organización de noche de cantautores a cargo del Cantante Hondureño Guillermo Anderson. Luces, sonido y escenario fue a cargo del personal Teatro Nacional Manuel Bonilla. Escenografía de espectáculos musicales por Marcos Licona. Diseño de Afiche y Programa Felipe Acosta y Marvin López. En esta oportunidad se impartieron Talleres de teatro a cargo de la Universidad Nacional de Costa Rica. Actividades Artísticas desarrolladas:
Conciertos de 
- Sol Caracol de Honduras.
- Grupo Musical Trovason.
- Guillermo Anderson.
- Salvador Cardenal de Nicaragua
- Mario de Mezapa,
- José Inés Guerrero
- Richard Loza de Nicaragua.
- Peña Artística

Obras teatrales y espectáculos varios
- Teatro Taller Tegucigalpa con la obra "El Loco y la Muerte" del Autor Darío Fó. Director Mario Jaén.
- Grupo Teatral Bambú con la obra "El Sida o la Vida: La Historia de Colacha Cruz" Autor y Director Rafael Murillo Selva.

Teatro de las Américas de Guatemala con la obra "La Epopeya de las Indias Españolas" de los Autores: Jorge Ramírez F y Douglas González Dubón. Dirección Guillermo Ramírez Valenzuela. 
Teatro Telón con la obra "El Oso" del Autor Antón Chéjov.Director: Vicente Rodado /Karen Mature
El verbo en la ventana de El Salvador con la obra "Caos, Absurdo y Palabras". Autor Creación Colectiva. Dirección: Rodolfo O’Meany
Grupo Teatral Bambú con la obra "El Invento" del Autor Brad Gromelski. Dirección colectiva.
Grupo Teatral Siempre Viva con la obra "...No es el final del Viaje" del autor Creación Colectiva. Dirección: Rafael Murillo Selva Y Felipe Acosta.
Teatro la Fragua con la obra "El asesinato de Jesús" Dirección: Edy Barahona.
Grupo Teatral Bambú noche de Monólogos.
Ceibo Compañía de Arte con la obra "La Canción del espejo" Espectáculo de Danza Teatro. Dirección: José Wheelock.
Mascaras de Corral de Costa Rica con la obra "El primer milagro de el niño Jesús" Autor: Darío Fó Dirección y actuación Flor Urbina.
Magia
- Mago Fortín

### XIII Festival Internacional de las Artes Escénicas Bambú
A partir de este evento recibe el nombre de Festival Internacional de las Artes Escénicas Bambú. Este se desarrolla del 21 al 28 de marzo de 2003. Además tiene cuatro Locaciones en el Teatro Manuel Bonilla de Tegucigalpa, En la Comunidad de Valle de Angeles, Teatro Renacimiento Tegucigalpa y D'Barro Tegucigalpa. Producción General del Grupo Teatral Bambú. Con la Coproducción de la Secretaria de Cultura, Artes y Deportes de Honduras. Luces, sonido y escenario fue a cargo del personal Teatro Nacional Manuel Bonilla y Escenario Móvil. Escenografía de espectáculos musicales por Marcos Licona. Diseño de Afiche y Programa Felipe Acosta.Talleres de teatro a cargo de la Universidad Nacional de Costa Rica Comité Organizador: Luisa Cruz, Felipe Acosta, Danilo Lagos, Edgar Valeriano. Comité Auxiliar: Karla Núñez, Alfonso Valeriano, Rafael Amador, Mariano Rodríguez, Nury Vallejo, Marcos Licona, Susan Arteaga. Comité Honorario: Mireya Batres, Antonio Torres, Tony Hasbun, José Jorge Salgado, Luís Roque Argeñal, Ana del Carmen Valladares, Edgardo Izaguirre, Edilberto Borjas, Laureano Hernández, Gerardo Hernández. Coordinador general GTB: Edgar Valeriano.
Participantes:
- Teatro la terraza de Argentina "Sueño de una noche de carnaval" de Autores: Diego Biancotto, Diego Mendoza P. y Eduardo Gudiño K., Dirección: Colectiva.
- Patricia Estrada de Argentina "La pluma que araña el corazón de la vida" de la autora Patricia Estrada, Dirección: Julio Ordano
- Amalgama producciones de Brasil "Flamingo" de la autora Anne Westphal, Dirección: Daniel Ariza.
- Teatro cosechemos paz de Colombia "Un amor más allá de la muerte", Autor: Misael Torres, Dirección: Daniel Ariza.
- Teatro de la memoria de Colombia "Flor de sangre"
- Danza-teatro basado en textos del Popol Vuh, Dirección: Juan Monsalve.
- Mago Cesar de Guatemala "La magia de César"
- Teatro Carillón de Italia con la obra "El ángel de la noche" Dirección: Mauro Della Rocca.
- Teatro danza desequilibrio con Nicaragua "Cuentos de mujeres fuertes / nosotras", Dirección: Ligia Luna.
- Teatro libre de Perú "Las tres mitades de ino moxo", Autor: César Calvo, Dirección y actuación:Rafo Díaz.
- Guillermo Anderson de Honduras En concierto "Guillermo y sus amigos"
- Luis Ángel Castro de Costa Rica "En concierto"
- Sol caracol de Honduras "El concierto"
- Mago Fortín de Honduras su acto "Ilusionismo"
- Compañía de Teatro Heredia de Costa Rica la obra"La organización / los mutantes / al despertar" Autores: Carlos Capitán / José Ruinan / Franca Rame y Dario Fó, Dirección: Edwin Cedeño
- Tiempos nuevos teatro (TNT.) de El Salvador "Platero y yo", Autor: Juan Ramón Jiménez, Dirección: Saúl López.
- Teatre L’home Dibuixat de España Un Teatro De Bolsillo y "Mono Sapiens", Autores: Carlos Pons / Tian Gombáu, Dirección: Panchi Vivó / Pep Cortés
- Teatro Taller Tegucigalpa (TTT) de Honduras con la obra "Unos Cuantos Piquetitos", Autora: Laila Ripoll, Dirección: Rafael Murillo-Selva

### XIV Festival Internacional de las Artes Escénicas Bambú
La Catorce entrega de un festival dedicado a las Artes escénicas, invitados varios grupos de países como Argentina, Brasil, Colombia, Ecuador y España pero por problemas de financiamiento no pudieron asistir. Este se desarrolló del 19 al 27 de marzo de marzo de 2004. Las presentaciones se realizaron en el Teatro Manuel Bonilla de Tegucigalpa, Sala de Teatro Padre Trino – UNAH Tegucigalpa, Café la Plazuela Tegucigalpa y Plaza central de Valle de Ángeles . Producción General del Grupo Teatral Bambú. Luces y Sonido Personal Teatro Nacional Manuel Bonilla. Escenografía Conciertos Marco Licona. Fotografía Roberto Bernal. Filmación Radio Nacional de Honduras. Diseño de Afiche y programa Leonel Obando y Hector Arias. Administración por Napoleon Valeriano. Taquilla Maribel Ortega e Isabel Urrea.Transporte Local Gerson Mendez y Mauricio Nelson. Comité Organizador Luisa Cruz, Felipe Acosta, Danilo Lagos, Edgar Valeriano. Comité Auxiliar: Karla Nuñez, Susan Arteaga, Rafael Amador, Alfonso Valeriano, Tito Estrada, Mariano Rodríguez y Laureano Hernández. Coordinación General GTB Edgar Valeriano.
Participantes:
Teatro 
- Teatro La Polea (Costa Rica): "El Nica", Autor y Director: César Meléndez.
- Juan Cuentacuentos y la Pequeña Banda (Costa Rica): "Cuentos para jugar y Cantar", Autor: Creación Colectiva, Director: Juan Madrigal
- Compañía de Teatro Heredia (Costa Rica): Talleres de Danza y Actuación, Director: Edwin Cedeño
- Compañía de Danza Humanum Tempore (El Salvador): “El Vigilante”, Director: Estela Mena
- Moby Dick Teatro (El Salvador): “Matando horas”, Autor Rodrigo García, Director: Santiago Nogales
- El Teatre L’Home Dibuixat (España): “Mono Sapiens”, Autor: Tian Gombáu, Director: Pep Cortés
- Teatro Producciones Candilejas (Guatemala): “Pareja Abierta”, Autor: Dario Fó y Franca Rame, Director: Guillermo Ramírez
- Grupo Teatral Bambú (Honduras): "Mea Culpa", Autor: Felipe Acosta, Director: Danilo Lagos
- Danzabra(Honduras) : "Acuaecidos" "Entremeses para la Esperanza", Coreografía y danza: Isadora Paz y Lempira Jaén
- Teatro La Siembra (Honduras): "El Globito Vida", Autor y Director: Délmer López Moreno
- Teatro Taller Tegucigalpa (Honduras): "El Loco y la Muerte", Autor: Dario Fó, Director: Mario Jaén
- Storci Sbanderatiori Delle Contrade Di Corci (Italia): "Banderas del Renacimiento", Director: Luigi Civitella
- Artillería S.C. Producciones en Arte (México): "Maquina Hamlet", Vía crusis con transeúntes, Autor: Heiner Müller, Dirección: Alberto Villarreal Díaz
- Teatro Libre Producciones (Perú): "Madreselva", Autor: Mitos y Leyendas Amazónicas, Dirección: Rafo Díaz

Música
- Eduardo Peralta (Chile): Cantautor
- Guillermo Anderson (Honduras): Cantautor

Magia e Ilusionismo
- Mago César (Guatemala): “Fantasía”
- Mago Fortín (Honduras)

Fotografía 
- Roberto Bernal (México)

### XV Festival Internacional de las Artes Escénicas Bambú
Desarrollado del 22 al 30 de abril de 2005. El maestro de ceremonia fue Cesar Soto. Las presentaciones se realizaron en siete localidades el Teatro Manuel Bonilla de Tegucigalpa, Sala de Teatro Padre Trino – UNAH Tegucigalpa, Café la Plazuela Tegucigalpa , Centro de Recursos Audiovisuales de la Universidad Nacional Autónoma de Honduras (CRA-UNAH), Departamento de Artes de la Universidad Pedagógica de Honduras Francisco Morazan, Tegucigalpa, Paraninfo Ramon Oqueli de la UPNFM y Teatro Renacimiento de Tegucigalpa . Producción General del Grupo Teatral Bambú. Luces y Sonido Personal Teatro Nacional Manuel Bonilla. Escenografía Conciertos Marco Licona. Fotografía Roberto Bernal. Filmación Radio Nacional de Honduras y Artv Estudios Producciones. Diseño de Afiche y programa Leonel Obando. Administración por Napoleon Valeriano. Taquilla Maribel Ortega. Comité Organizador Luisa Cruz, Felipe Acosta, Danilo Lagos, Edgar Valeriano. Comité Auxiliar: Karla Nuñez, Susan Arteaga, Rafael Amador, Alfonso Valeriano, Lourdes Ochoa, Mariano Rodríguez y Laureano Hernández. Coordinación General GTB Edgar Valeriano.
Participantes:
Teatro 
- Martelache de (España) con la obra "Idioteces Profundas, Contadas por Imbéciles Inteligentes" Dirección: Chema Rodríguez y Marta Ochando. Dramaturgia: Chema Rodríguez.
- Tiempos Nuevos Teatro (TNT) de (El Salvador) con la obra "Tengamos el Sexo en Paz" Autor: Dario Fó y Franca Rame. Dirección: Els Van Poppel.
- Grupo Quilago de (Ecuador) con la obra "Maria Magdalena, La Mujer Borrada". Dramaturgia y Dirección: Viviana Cordero.
- El Llanero Solitito de (México) con la obra "Amor, Mujeres y Machos". Dramaturgia: Enrique Cisneros y Franca Rame. Director: Roberto Vásquez.
- DanzAbra Arte Escénico de (Honduras) con la obra "4 Elemental". Dirección y Coreografía: Isadora Paz, Lempira Jaén.
- Teatro La Fragua de (Honduras) con la obra "Historias Exactamente así" del Autor: Rudyar Kipling. Dirección: Jack Warner.
- Eclipse Parcial Expresiones Escénicas de (El Salvador) con la obra "Sin Salida" .Dirección: Carlos Salazar.
- Compañía de Teatro Danza Desequilibrio de (Nicaragua) con la obra "Lejos de la Tristeza". Dirección: Ligia Luna.
- La Lumbre Comunidad Teatral de (Guatemala) con la obra "Baby Boom en el Paraíso". Dramaturgia: Ana Istarú. Dirección: Mercedes Fuentes.
- Teatro Taller Tegucigalpa de(Honduras) con la obra "Cuatro Letras".Autor y Director: Mario Jaén.
- Teatro Laboratorio de Honduras (TELAH) de (Honduras) con la obra "Sopita de Amor".Autor y Director: Tito Estrada.
- Juan Cuentacuentos de (Costa Rica) con "Cuentos para jugar y cantar".Director: Juan Madrigal.
- Teatro Heredia de (Costa Rica) con la obra "Caperucita en la Ciudad".Dirección y Dramaturgia: Edwin Cedeño.
- Teatro Cristal de (Honduras) con la obra "No nos Roben la Alegría". Autor y Director: Reniery Andino.
- Gotas Films Rossana Lacayo de (Nicaragua) Video Documental "Verdades Ocultas".Guion y Dirección: Rossana Lacayo.
- Grupo Teatral Bambú de (Honduras) con la obra "La Cantante Calva". Autor: Eugene Ionesco, Director: Tito Ochoa.
- Aquiles Hernández de (El Salvador) con "Taller de Introducción a la Gestión Cultural". Asociación de Arte de El Salvador

Música
- Eduardo Acosta (Honduras).
- Guillermo Anderson (Honduras) "A vos y Guitarra"
- Fernando Bécquer (Cuba)Cantautor

Magia e Ilusionismo
- Mago César (Guatemala): "La Magia de Cesar"
- Mago Fortín (Honduras)

Fotografía 
- Roberto Bernal (México)